# Jednostka regionalna Kilkis
Jednostka regionalna Kilkis (nwgr.: Περιφερειακή ενότητα Κιλκίς) – jednostka administracyjna Grecji w regionie Macedonia Środkowa. Powołana do życia 1 stycznia 2011 w wyniku przyjęcia nowego podziału administracyjnego kraju. W 2021 roku liczyła 70 tys. mieszkańców.
W skład jednostki wchodzą gminy:
- Kilkis,
- Peonia.